# Bo Derek
Bo Derek (* 20. listopadu 1956 v Long Beach, Kalifornie, USA), přechýleně Bo Dereková, vlastním jménem Mary Cathleen Collins, je americká herečka a modelka, bývalá manželka režiséra Johna Dereka. Jedná se o jeden z hollywoodských sex-symbolů 80. let 20. století.
Jejím prvním filmem se stal snímek Orca z roku 1977. Za snímek "10" byla nominována na Zlatý Glóbus. Zahrála si v řadě různých filmů, v žádném z nich se nijak výrazněji neprosadila.